# Корейская национальная нефтяная компания
Корейская национальная нефтяная компания (кор. 한국석유공사, англ. Korea National Oil Corporation (KNOC)) — национальная нефтегазовая компания Южной Кореи и одна из важнейших промышленных компаний страны. Компания эксплуатировала и продолжает эксплуатировать нефтегазовые месторождения во Вьетнаме, Перу, Индонезии, Нигерии, Йемене, Казахстане, России, Канаде, Венесуэле и Южной Корее.
Компания имеет запасы нефти около 600 миллионов баррелей (95 000 000 м³) и запасы газа 10 миллиардов м³.
26 сентября 2008 года KNOC подписала соглашение с региональным правительством Курдистана, по которому KNOC было предоставлено право на разведку и бурение на нескольких участках в иракском Курдистане в обмен на ценную поддержку в ряде инфраструктурных проектов.
В 2009 году компания приобрела Harvest Operations за 1,7 миллиарда долларов США вместе со своей дочерней компанией North Atlantic Refining и нефтеперерабатывающим заводом в Кам-Бай-Ченс в Ньюфаундленде и Лабрадоре. Сделка также предполагает непогашенный долг Harvest в размере 2,2 миллиарда долларов США. Предложение на сумму 3,9 миллиарда долларов США было одной из крупнейших сделок KNOC в то время. В том же году компания приобрела 50% акций частной нефтяной компании Petro-Tech с оффшорными активами в Перу.
2 июля 2010 года KNOC подтвердил предварительные обсуждения предложения на сумму 2,9 млрд долларов США для всего выпущенного и подлежащего выпуску акционерного капитала компании Dana Petroleum, базирующейся в Абердине. В сентябре 2010 года руководство Dana продолжало отвергать путь к поглощению, но 64% акций уже были куплены KNOC. Поглощение было официально оформлено в октябре 2010 года, когда KNOC получила 90% акций Dana Petroleum, перейдя непосредственно к акционерам. Акция привела к отставке председателя и трёх неисполнительных директоров из совета директоров.